# 富山霊園富山市斎場
富山霊園富山市斎場（とやまれいえんとやましさいじょう）は富山県富山市にある富山市が運営する火葬場・斎場である。

## 所在地
- 〒939-8104 富山県富山市西番135北緯36度37分47.2秒 東経137度17分17.1秒 / 北緯36.629778度 東経137.288083度座標: 北緯36度37分47.2秒 東経137度17分17.1秒 / 北緯36.629778度 東経137.288083度

## 建物内
- 火葬炉 8基
- 休憩室 8室
- 式場 3室
- 控室 3室
- コーヒーコーナー 1ヵ所
- 売店 2ヵ所

## 利用料金

### 火葬料
富山市民は無料で利用できる。
- 大人(12歳以上) 市民 無料 立山町民 15,000円 市民外 35,000円
- 小人(12歳未満) 市民 無料 立山町民 12,000円 市民外 21,000円
- 死産児 市民 無料 立山町民 9,000円 市民外 14,000円

### 式場利用料
- 会館 2階 12.60平方メートル(8畳) 市民 1,620円 市民外 2,430円
- 会館 2階 13.44平方メートル(8畳) 市民 1,620円 市民外 2,430円
- 会館 2階 44.80平方メートル(32畳) 市民2,700円 市民外 4,050円
- 会館 3階 31.50平方メートル(18畳) 市民2,160円 市民外 3,240円
- 会館 3階 65.28平方メートル(40畳) 市民3,240円 市民外 4,860円
- 式場 市民 5,400円 市民外 8,100円